# Jörg Dünne
Jörg Dünne (* 1969 in Weiden in der Oberpfalz) ist ein deutscher Romanist und Literaturwissenschaftler. Schwerpunkte seiner Forschung sind die kulturwissenschaftliche Raumforschung, Wissensgeschichte und Kartographie sowie Geologie und Tiefenzeit in der Literatur.

## Leben
Ab 1990 studierte Dünne Allgemeine und vergleichende Literaturwissenschaft, Romanistik und Philosophie an der Ludwig-Maximilians-Universität München. Im September 1994 erlangte er die Maîtrise in Lettres modernes an der Universität Paris VIII (Saint-Denis). Im Juli 2000 folgte die Promotion in Romanischer Philologie an der Christian-Albrechts-Universität zu Kiel zum Thema „Asketisches Schreiben“ Im Juli 2008 habilitierte er sich in Romanischer Philologie an der LMU München über „Die kartographische Imagination“.  Er bekleidete wissenschaftliche Mitarbeiterstellen am Institut für Romanische Philologie der Ludwig-Maximilians-Universität München (1994–1996), am Romanischen Seminar der Christian-Albrechts-Universität zu Kiel (1996–2000) sowie am Institut für Romanische Philologie der Universität München (2001–2008). Von 2009 bis 2017 war er Professor für romanistische Literaturwissenschaft an der Universität Erfurt, seit dem Wintersemester 2017 ist er als Professor für Romanische Literaturen an der Humboldt-Universität zu Berlin tätig.

## Werke
- Die katastrophische Feerie. Geschichte, Geologie und Spektakel in der modernen französischen Literatur, Konstanz: kup 2016.
- Handbuch Literatur & Raum, hg. zus. mit Andreas Mahler, Berlin: De Gruyter 2015.
- Die kartographische Imagination – Erinnern, Erzählen und Fingieren in der Iberischen Welt der Frühen Neuzeit, München: Wilhelm Fink Verlag 2011 (Habilitation LMU München, 2008).
- Raumtheorie. Grundlagentexte aus Philosophie und Kulturwissenschaften, hg. zus. mit Stephan Günzel, Frankfurt a. M.: Suhrkamp 3. Aufl. 2008 1. Aufl. 2006.
- Asketisches Schreiben: Rousseau und Flaubert als Paradigmen literarischer Selbstpraxis in der Moderne, Tübingen: Narr 2003 (Dissertation CAU Kiel, 2000)